# Houda Darwish
Houda Darwish (tiếng Ả Rập: هدى درويش) là một tiểu thuyết gia, nhà thơ, nhà văn và nhà hoạt động vì quyền của phụ nữ Algérie. Theo Abdel Madjid Djaber, một nhà phê bình và học giả người Palestine, cô là một "quý bà quyến rũ của văn học Algérie".

## Cuộc sống cá nhân
Sinh ra ở Tây Algérie vào ngày 26 tháng 11 năm 1991, Houda Darwish sống với hai cha mẹ làm giáo viên, cha là giáo viên tiếng Ả Rập, mẹ là giáo viên tiếng Pháp. Vì hoàn cảnh gia đình, cô đã được mở ra với nhiều nền văn hóa và sự pha trộn giữa văn học Ả Rập và Pháp. Cô theo đuổi nghiên cứu y học giữa trường đại học Pháp và Algeria, hiện là bác sĩ nhi khoa và bác sĩ sơ sinh.

## Sự nghiệp
Ở tuổi mười sáu, một khi cô định cư ở Cairo, Darwish đã trình bày cuốn tiểu thuyết đầu tiên của mình có tựa đề "Amal... Một tình yêu tìm kiếm quê hương "(Trong tiếng Ả Rập: آمال... حب يبحث عن وطن ). Nó được viết theo phong cách thơ mộng với sự dũng cảm chính trị. Nó nói về một cuộc hành trình của một nhạc sĩ người Palestine giữa những con đường chính trị, gián điệp và lưu vong.
Xuất bản tác phẩm về một loạt các vấn đề gây tranh cãi, Darwish nổi tiếng vì bị ảnh hưởng bởi văn học bởi Jubran Khalil Jubran, Nizar Qabbani và Mahmoud Darwish (được cho là người đàn ông sau này là lý do cô chọn Darwish làm tên cuối cùng).
Huda Darwish tiếp tục thành công của mình bằng cách xuất bản phần tiếp theo. Biện minh cho quá trình chuyển đổi giữa thơ và văn xuôi của mình, cựu tổng biên tập của Rose al-Yūsuf, Essam Abdel-Aziz, nói "Houda Darwish là một người phụ nữ sáng tạo mà văn bản của chúng tôi đã đưa chúng ta trở lại thời kỳ hoành tráng." 

## Văn chương

### Truyện
- Đó là.. حب يبحث عن وطن (Hy vọng. . . Tình yêu tìm kiếm một quê hương [11]
- Amour en Quete sa Nation [12]
- خلود الياسمين (Sự bất tử của Jasmine)
- نساء بلا ذاكرة (Women Without Memory) [13][14]

### Thơ
- Fant وحد "(" Chỉ dành cho bạn ") [15]